# Щербина Юрій Володимирович
Ю́рій Володи́мирович Щерби́на (16 липня 1974, м. Сорокине, Луганська область, Українська РСР — 16 лютого 2017, м. Авдіївка, Донецька область, Україна) — український військовослужбовець, старший сержант Збройних сил України, учасник російсько-української війни.

## Біографія
Народився 1974 року в місті Сорокине (на той час — Краснодон) на Луганщині, у робітничій родині — батько працював ветлікарем, мати — дояркою. В дитинстві переїхав з батьками до села Крижик Білопільського району Сумська область. Після закінчення 8 класів Кальченківської загальноосвітньої школи продовжив навчання у Сумському професійно-технічному училищі № 11, де здобув фах автомеханіка. Займався кікбоксингом. З 1995 до 1997 проходив службу в Збройних силах України, служив у розвідроті, отримав звання старшого сержанта.
Після служби працював автослюсарем, потім перейшов на Куянівський цукровий завод. У 2001 році одружився, мешкав із сім'єю в сусідньому з Крижиком селі Воронине Білопільського району, їздив на заробітки до Києва та РФ.

### Бойовий шлях
У зв'язку з російською збройною агресією проти України 13 квітня 2014 року був призваний на військову службу за частковою мобілізацією. Коли прийшла повістка, одразу ж повернувся з роботи в РФ і прийшов до військкомату. Після навчання в 169-му НЦ «Десна» вирушив до Ніжина, а потім — у Луганськ. Командир відділення зенітного взводу 25-ї повітряно-десантної бригади.

Перше бойове хрещення прийняв в Луганському аеропорту 14 червня 2014, коли російські терористи збили Іл-76 з десантниками на борту. Старший сержант Щербина був у другому літаку, який приземлився в аеропорту. Брав участь в обороні Луганського аеропорту. 
На Луганщині під селищем Весела Гора потрапив під обстріл, дістав контузію, два місяці лікувався. Після демобілізації повернувся додому, працював на будівництвах та на різних роботах.
У листопаді 2016 вступив на військову службу за контрактом і знову вирушив на фронт.
Старший сержант, старший оператор протитанкового відділення протитанково-кулеметного взводу 2-ї мотопіхотної роти 15-го окремого мотопіхотного батальйону «Суми» 58-ї окремої мотопіхотної бригади, в/ч А4532, місто Конотоп, Сумська область.
Виконував завдання в районі міста Авдіївка. 16 лютого 2017 року о 15:25 загинув від кулі снайпера під час мінометного й снайперського обстрілу ротного опорного пункту.
Похований 18 лютого з військовими почестями в селі Крижик на Білопільщині, біля могили батька.
Залишилися мати, двоє братів, дружина Марина та син Вадим.

## Нагороди
Указом Президента України № 363/2017 від 14 листопада 2017 року, «за особисту мужність і самовіддані дії, виявлені у захисті державного суверенітету та територіальної цілісності України, зразкове виконання військового обов'язку», нагороджений орденом «За мужність» III ступеня (посмертно).
Нагороджений нагрудним знаком «За вірність присязі».
Нагороджений орденом «Архістратиг Михаїл» 15 ОМПБ «Суми».

## Вшанування пам'яті
У квітні 2017 в райцентрі Білопілля на Меморіалі «Алея Слави героїв АТО» в парку ім. Шевченка урочисто відкрили меморіальну плиту загиблому земляку Юрію Щербині.
У вересні 2017 в с. Кальченки, на фасаді будівлі Кальченківського НВК: ЗОШ І-II ступенів — ДНЗ, урочисто відкрили меморіальну дошку загиблому випускнику школи.
31 травня 2018 року в Білопіллі відбувся відкритий районний турнір з футболу та мініфутболу на Кубок голови Білопільської РДА, присвячений пам'яті воїнів-земляків, які загинули у зоні проведення АТО. Юрій Щербина — один з 13 жителів району, які не повернулися з війни.